# Zanko Zwetanow
Zanko Nikolaew Zwetanow (bulgarisch Цанко Николаев Цветанов, wiss. Transliteration Canko Nikolaev Cvetanov; * 6. Januar 1970 in Swischtow) ist ein ehemaliger bulgarischer Fußballspieler in der Abwehr. Er spielte für die bulgarische Fußballnationalmannschaft, in der 2. Fußball-Bundesliga für den SV Waldhof Mannheim und in der Fußball-Bundesliga für Energie Cottbus.

## Karriere
Zwetanow spielte in seiner Jugend bei seinem Heimatverein Akademik Swischtow. 1987 verpflichtete ihn der FK Etar Weliko Tarnowo, wo er sechs Jahre blieb. Dort absolvierte er insgesamt 141 Partien und schoss drei Tore. Anschließend war Zwetanow von 1993 bis 1995 bei Lewski Sofia unter Vertrag. Sowohl in der Saison 1993/94 als auch 1994/95 wurde Lewski Sofia bulgarischer Meister. 1993/94 absolvierte er alle Hin- und Rückspiele der ersten beiden Hauptrunden in der UEFA Champions League. 1995 wechselte Zwetanow zum SV Waldhof Mannheim, mit dem er in der 2. Bundesliga spielte. Nach nur einer Saison ging er zum FC Aberdeen, für den er u. a. in der 2. Runde des UEFA-Cups antrat, und blieb dort bis 1998. Anschließend verpflichtete ihn Energie Cottbus. Zusammen mit dem Verein gelang Zwetanow in der Saison 1999/00 der Aufstieg in die Bundesliga. Dort kam er nur noch fünfmal zum Einsatz – vor allem im linken Mittelfeld – und war meist nicht einmal im Kader vertreten. Deswegen wechselte er 2001 zurück zu Lewski Sofia, wo er Meister und Pokalsieger wurde, und ein Jahr darauf zum FK Etar Weliko Tarnowo, wo Zwetanow 2003 seine Karriere beendete.
1991 war Zwetanow erstmals im Kader der bulgarischen Fußballnationalmannschaft und kam im selben Jahr auch zu seinem Debüt. 1994 nahm er an der Weltmeisterschaft Teil und kam dort auf sechs Einsätze. Bulgarien erreichte das Spiel um Platz drei, das es mit 4:0 gegen Schweden verlor. Er gehörte auch bei der Europameisterschaft 1996 zum Kader, allerdings erreichte man dort nicht die K.-o.-Phase. Insgesamt absolvierte Zwetanow von 1991 bis 1996 38 Spiele in der Nationalmannschaft und traf zweimal.
Nach dem Ende seiner Spielerkarriere wirkte Zwetanow bei mehreren bulgarischen Vereinen, darunter FK Etar Weliko Tarnowo und Lewski Sofia, sowie bei der bulgarischen Nationalmannschaft (2009/10) als Co-Trainer. Von 2011 bis 2012 war er Cheftrainer beim FK Etar Weliko Tarnowo.

## Erfolge
mit FK Etar Weliko Tarnowo
- bulgarischer Meister: 1990/91

mit Lewski Sofia
- bulgarischer Meister: 1993/94, 1994/95, 2001/02
- bulgarischer Pokalsieger: 1993/94, 2001/02